# Ophrynia juguma
Ophrynia juguma là một loài nhện trong họ Linyphiidae.
Loài này thuộc chi Ophrynia. Ophrynia juguma được miêu tả năm 1990 bởi Scharff.